# 담양 모현관 소장 고문서
담양 모현관 소장 고문서(潭陽 慕賢館 所藏 古文書)는 대한민국 전라남도 담양군에 있는 조선시대의 고문서이다. 2004년 9월 20일 전라남도의 유형문화재 제265호로 지정되었다.

## 개요
담양 모현관 소장 고문서는 조선시대 문관이며 학자인 선산유씨 미암 유희춘(1513～1577)의 미암일기(보물 제260호) 소장되어 있는 모현관에 보존되어 있는 고문서와 고문헌 238점이다. 호적관련문서인 호구단자와 준호구(準戶口), 청원문서인 소지(所志), 상서(上書), 원정(原情), 등장(等狀), 매매문서[賣買明文], 분재문서[別給文記], 노비안(奴婢案), 학생안(學生案, 의암서원 외), 시권(試券), 간찰(簡札)들로 임진왜란 이전인 16세기부터 19세기말엽에까지 이르는 다양한 종류(선산유씨가문, 미암 유희춘, 의암서원 등)의 자료로서 제도사, 생활사, 문화사 연구에 가치가 있다.
이 가운데 가장 오래된 문서는 1566년(嘉靖 45)년에 유희춘이 종성(鍾城) 유배에서 풀려나 돌아오자, 미암의 둘째 누나[吳妹]가 그동안 관리하여 오던 전답과 노비를 유희춘에게 별급(別給)하는 문서이다. 그리고 김해김씨(金海金氏)의 분급문기(1570년경, 크기 세로 350㎝ 가로 52㎝)와 울산김씨(蔚山金氏)의 분급문기(1583년)는 임진왜란 이전의 재산상속 관계를 잘 보여주는 자료이다. 김해김씨 분급문서는 김일손(金馹孫)의 증손녀가 유희춘의 손부(孫婦)로 시집오면서 부친인 김장(金鏘)에게서 재산을 분급받은 문서로 보인다. 울산김씨 분급 문서는 미암 유희춘의 자부(子婦)이자 하서 김인후의 딸인 울산김씨가 2남 1녀에게 재산을 분급한 문서이다.
모현관 고문서 가운데 미암 유희춘 관련자료는 유희춘이 처가(妻家)에서 분급받은 분재기(分財記), 또 유희춘이 그의 자녀들에게 분급한 분재기이다. 그리고 유희춘 후손들의 과거 응시 답안지, 호구단자와 준호구 등 호적자료(戶籍資料), 문중 산송(山訟)과 관련된 청원서(請願書) 등이다. 그리고 유희춘을 배향한 의암서원 관련 문서들이다. 1607년에 창평에 삼천사(三川祠)를 건립하고 유희춘을 배향했는데, 1630년경 담양으로 이건하면서 백천사(白川祠)로 개칭하였다가 1669년 송준길(宋浚吉)의 상소로 사액되면서 의암서원이 되었다. 이 서원 관련 자료 가운데 가장 이른 시기의 자료는 삼천사 건립시 작성된 <영건유사기(營建有司記)>(1607년)를 비롯하여 유생안(儒生案)·서재안(西齋案)·보직안(保直案)들이다.
이후 자료들은 17-18세기 선사유씨가(善山柳氏家)의 산송(山訟)과 관련된 소지(所志)·단자(單子)·원정(原情) 등 청원서, 문중 후손들의 호구(戶口)자료와 매매문서 등 모두 36종류에 이른다.
모현관 소장 고문서는 미암 유희춘의 생존 시기에 해당되는 명종～선조대의 자료는 8건이고, 그 다음 유희춘의 사우가 건립된 시기인 광해군～현종대에는 4건이다. 그리고 숙종대부터는 유희춘의 담양 후손들의 호구단자와 준호구 등 호적자료가 전해오며, 이후 고종대까지 준호구 자료가 연결된다. 특히 현전하는 자료 가운데 가장 집중적으로 분포하고 있는 순조～철종대의 자료들은 유희춘 후손들의 생활사와 관련된 문서이다. 물론 이 시기의 자료들은 주로 담양 선산유씨가의 문중 산송(山訟)과 관련된 청원서가 가장 많으며, 이외에 문중 후손들의 생활사를 전달해 주는 매매문서(賣買文書)·수기(手記)·수표(手標), 문중 선조들의 행장(行(狀)·비문(碑文)·족보(族譜)·호총기(戶摠記)들이다.
담양 모현관 소장 고문서·고문헌 자료는 임진왜란 이전 시기의 고문서가 8건이나 있으며, 임란이후 사회경제사와 제도사, 생활사의 변모를 엿 볼 수 있는 자료이다.

## 같이 보기
- 유희춘 미암일기 및 미암집목판 - 보물 제260호

## 참고 자료
- 담양 모현관 소장 고문서 - 국가유산청 국가유산포털